# Widerstand von Zeytun 1915
|  | Dieser Artikel oder Abschnitt wurde wegen inhaltlicher Mängel auf der Qualitätssicherungsseite der Redaktion Geschichte eingetragen (dort auch Hinweise zur Abarbeitung dieses Wartungsbausteins). Dies geschieht, um die Qualität der Artikel im Themengebiet Geschichte auf ein akzeptables Niveau zu bringen. Dabei werden Artikel gelöscht, die nicht signifikant verbessert werden können. Bitte hilf mit, die Mängel dieses Artikels zu beseitigen, und beteilige dich bitte an der Diskussion! |

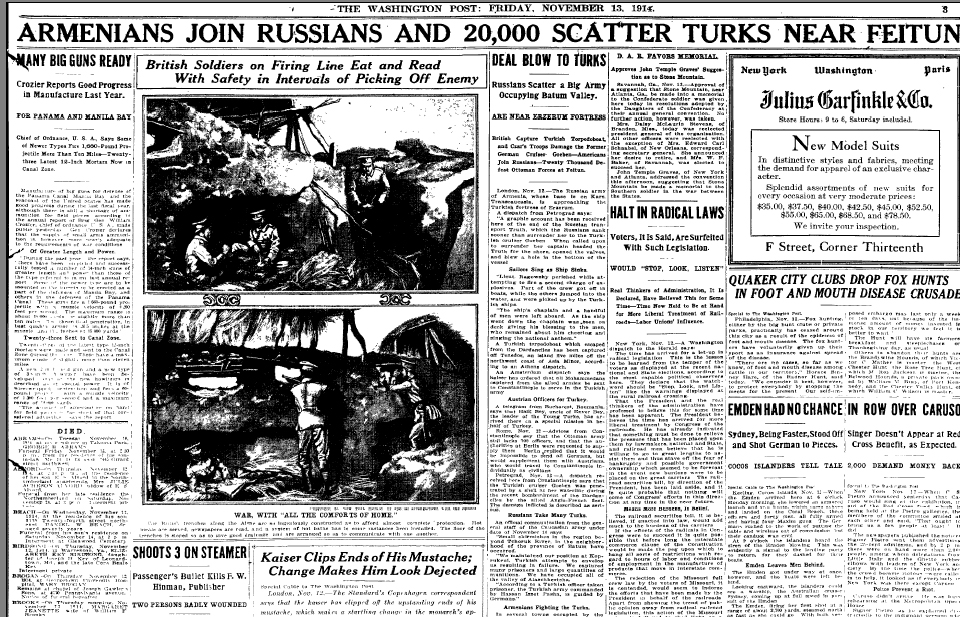
Schlagzeile der New York Times

Der Widerstand von Zeytun 1915 war der Widerstand gegen den Völkermord an den Armeniern durch armenische Fedajin von der Sozialdemokratischen Huntschak-Partei (Hentschak) in der Stadt Zeytun (heute Süleymanlı). Sie leisteten in zwei bewaffneten Konflikten Widerstand gegen die angreifenden Truppen des Osmanischen Reiches, der erste zwischen dem 30. August und dem 1. Dezember 1914, und der zweite am 25. März 1915.
Am ersten Konflikt waren 20.000 bewaffnete armenische Fedajin beteiligt. Beim zweiten hatten sie 69 Granaten, 612 Geschosse, 21 Handgewehre und 70 Pferde zur Verfügung. Insgesamt starben auf türkischer Seite 100 Soldaten, während bei den Armeniern allein im ersten Konflikt 60 starben.

## Erster Konflikt
Beim ersten Kampf, der über drei Monate vom 30. August bis zum 1. Dezember 1914 andauerte, wurde berichtet, dass die Armenier all die osmanischen Truppen besiegten. Insgesamt starben 60 armenische Fedajin laut den Berichten.

## Zweiter Konflikt
Es wird berichtet, dass am 25. März 1915 Zeytun durch die osmanische Armee eingenommen wurde. Das exakte Datum für den Beginn dieses Konfliktes ist nicht bekannt, in einem Bericht des Botschafters Wangenheim in Istanbul an den Reichskanzler Bethmann Hollweg vom 13. Mai 1915 wurde berichtet, dass der Kampf seit den letzten wenigen Wochen anhalte.